# Ukko Ylijumala
Pour l’article homonyme, voir Ukko (Linnanmäki).
Ukko Ylijumala (Ukko signifie « vieillard », « pieu »; Ylijumala signifie « Dieu du dessus », c'est-à-dire « Dieu du ciel » ou « Dieu des Dieux ») est le dieu suprême dans la mythologie finlandaise. De son nom dérivent, en finnois, les mots « ukkonen » (tonnerre, litt. « petit vieux ») et « ukonilma » (l'orage, le « temps d'Ukko »).

## Biographie
Ukko Ylijumala (« vieil homme ») est le dieu du ciel, de l'orage et de la guerre. Il est aussi censé être le dieu des chasseurs, puisqu'il apporte la chance à ceux-ci lorsqu'ils partent chasser.
Ukko est l'équivalent d'Odin dans la mythologie scandinave avec en plus les pouvoirs de Thor. Tout comme ce dernier, Ukko porte un marteau nommé Ukonvasara. L'équivalent de Thor dans la mythologie finlandaise serait plutôt Tuuri.
Ukko est l'époux de Rauni la « petite mère de la terre ».
Dans les cavernes finlandaises, on trouve une figuration du tonnerre qui se trouve être un serpent-éclair, le symbole d'Ukko.